# Stuart R. Schram
Stuart Reynolds Schram (Excelsior, 27 de febrero de 1924-Vannes, 8 de julio de 2012), fue un físico, politólogo y sinólogo estadounidense especializado en el estudio de la política china moderna. Fue especialmente conocido por sus trabajos sobre la vida y el pensamiento de Mao Zedong.

## Biografía
Schram nació en Excelsior, Minnesota, una pequeña ciudad lacustre a las afueras de Minneapolis, en 1924. Sus padres, ambos con carreras profesionales, se divorciaron cuando él era muy joven. Schram se matriculó en la Universidad de Minnesota y se graduó magna cum laude en 1944. Tras graduarse, fue reclutado por el ejército estadounidense y destinado a trabajar en el Proyecto Manhattan en Chicago, como miembro del equipo responsable del desarrollo de una bomba atómica. El trabajo de Schram en el proyecto consistió en idear sistemas de almacenamiento de información para las ingentes cantidades de datos generados.
Tras el final de la Segunda Guerra Mundial, influido por su participación en el desarrollo de la bomba atómica, decidió cambiar de orientación académica y se matriculó en la Universidad de Columbia, en Nueva York, donde estudió un doctorado en Ciencias Políticas. Viajó a Francia para realizar una investigación para su tesis sobre el comportamiento político de los protestantes franceses, y tras recibir su doctorado se trasladó a Francia.
A principios de la década de 1950, Schram escribió varios artículos sobre Berlín Oriental y Occidental. Aunque estos artículos no apoyaban abiertamente el régimen de Alemania Oriental, llamaron la atención del Departamento de Estado estadounidense, que le retiró el pasaporte. Tras varias cartas al senador de Minnesota Hubert Humphrey, Schram recuperó su pasaporte en 1955. De 1954 a 1967 realizó trabajos de investigación en la Fondation Nationale des Sciences Politiques de París, pero como no era ciudadano francés no podía ser profesor ni supervisar tesis doctorales.
A finales de la década de 1950 centró su atención en la política china, y comenzó a aprender chino para poder basar su investigación en las fuentes primarias. Centró su investigación en el Presidente Mao, y en 1963 había terminado un libro sobre The Political Thought of Mao Tse-tung (El Pensamiento Político de Mao Zedong).
En 1966 Penguin Books publicó su seminal biografía de Mao. Estas obras le dieron renombre en el emergente campo de los estudios sobre la China moderna. La School of Oriental and African Studies (SOAS) de Londres le ofreció una cátedra. Una vez establecido en Londres, Schram dirigió la creación del Instituto de China Contemporánea y el desarrollo continuado de la revista China Quarterly. También tradujo un gran número de escritos no oficiales de Mao publicados por grupos de celosos guardias rojos de China en 1967-1968, durante la Revolución Cultural.
En 1989 se jubiló de su puesto en SOAS y regresó a Estados Unidos. En mayo de 1989 se encontraba en Pekín, donde proporcionó análisis a la embajada británica y predijo que Deng Xiaoping reprimiría violentamente a los estudiantes de la plaza de Tiananmen.
Invitado por Roderick MacFarquhar, Director del Fairbank Center for Chinese Studies de la Universidad de Harvard, comenzó a trabajar en la traducción y edición de una colección de diez volúmenes de los escritos revolucionarios de Mao Zedong, siete de los cuales se publicaron antes de su muerte.En 2015 se publicó un octavo volumen.
Murió en Francia en julio de 2012 tras sufrir un derrame cerebral. Le sobreviven su esposa, Marie-Annick Lancelot, con la que se casó en 1972, y su hijo, Arthur.

## Legado
Schram tuvo un enorme impacto en la comprensión occidental de Mao durante las décadas de 1960 y 1970. Tanto sus traducciones de nuevos materiales como su interpretación de las fuentes oficiales de Pekín proporcionaron información a los analistas gubernamentales y al público en general. Sin embargo, en opinión de su colega y estudioso de Mao, Roderick MacFarquhar, Schram se enfrentaba al problema de hacer una valoración global de Mao. MacFarquar recuerda a Schram diciendo: "Estoy de acuerdo con la opinión china actual de que los méritos de Mao superaron a sus defectos, pero no es fácil cifrar los aspectos positivos y negativos. ¿Cómo sopesar, por ejemplo, la buena suerte de cientos de millones de campesinos al conseguir tierras frente a la ejecución, en el curso de la reforma agraria y la "Campaña contra los contrarrevolucionarios", o en otros contextos, de millones de personas, algunas de las cuales sin duda merecían morir, pero otras sin duda no? ¿Cómo sopesar los logros en desarrollo económico durante el primer Plan Quinquenal, o durante los veintisiete años de liderazgo de Mao después de 1949, frente a la hambruna que siguió al entusiasmo equivocado del Gran Salto Adelante, o el sangriento caos de la Revolución Cultural?". Schram añadió: "En última instancia, sin embargo, estoy más interesado en el potencial impacto futuro de su pensamiento que en enviar a Mao como individuo al Cielo o al Infierno". Comentando la biografía de Mao de Schram y su The Political Thought of Mao Tse-tung, el académico de Harvard Tony Saich observó: "No creo que entendiera mal a Mao, pero su análisis se basaba mucho en el texto y esto significaba que no se centraba tanto en la política dura en la que Mao participaba".
Los escritos de Schram sobre Mao Zedong se tradujeron al francés y al alemán en las décadas de 1960 y 1970, y su obra sobre Mao Zedong tuvo una especie de renacimiento en la República Popular China en la década de 1990 y posteriormente.

## Obras
- 1954. Protestantism and Politics in France. Corbière & Jugain.
- 1966. Mao Tse-tung. Penguin Books.
- 1967. trans. Mao Tse-Tung: Basic Tactics. Pall Mall Press.
- 1969. The Political Thought of Mao Tse-tung. Praeger.
- 1974. Mao Tse-tung Unrehearsed. Penguin Books. ISBN 9780140217865
- 1975. Chairman Mao Talks to the People: Talks and Letters: 1956–1971. Pantheon Books. ISBN 9780394706412
- 1983. Mao Zedong: a Preliminary Reassessment.  Hong Kong: Chinese University Press. ISBN 9789622013032
- 1985. ed. The Scope of State Power in China. School of Oriental and African Studies. ISBN 9780728601222
- 1989.  The Thought of Mao Tse-Tung. Cambridge University Press. ISBN 9780521310628
- 1992–. With Nancy Jane Hodes. Mao's Road to Power: Revolutionary Writings 1912-1949.  New York: M. E. Sharpe.
  - 1992. Volume I: The Pre-Marxist Period, 1912–1920. ISBN 9781563244575
  - 1992. Volume II: National revolution and social revolution, December 1920–June 1927. ISBN 9781563244308
  - 1995. Volume III: From the Jinggangshan to the establishment of the Jiangxi Soviets, July 1927–December 1930. ISBN 9781563244391
  - 1997. Volume IV: The Rise and Fall of the Chinese Soviet Republic, 1931–1934. ISBN 9781563248917
  - 1998. Volume V: Toward the Second United Front, January 1935–July 1937. ISBN 9780765603494
  - 2004. Volume VI: The New Stage, August 1937–1938. ISBN 9780765607935
  - 2005. Volume VII: New Democracy, 1939–1941 . ISBN 9780765607942
  - 2014. Volume VIII: From Rectification to Coalition Government, 1942-July 1945.
  - 2023. Volume IX: From the Japanese Surrender through the Chinese Communist Party’s Strategic Defense in the Civil War, August 1945 to June 1947.
  - 2023. Volume X: From the Chinese Communist Party’s Strategic Offense to the Establishment of the People's Republic of China, July 1947 to October 1949.